# Eric Thornton
Eric Thornton (Worthing, West Sussex, 5 de juliol de 1882 - Anvers, 26 de novembre de 1945) va ser un futbolista anglès que va prendre part en els Jocs Olímpics de París de 1900, on guanyà la medalla de bronze com a membre de la selecció belga, representada per la Universitat de Brussel·les.